# Maino (rappeur)
Maino, de son vrai nom Jermaine Coleman, né le 30 août 1973 à Bedford Stuyvesant, New York, est un rappeur américain. Il est surtout connu pour ses titres Hi Hater et All the Above avec T-Pain.

## Biographie

### Jeunesse et débuts (1973–2010)
Maino est né le 30 août 1973 à New York, et a grandi à Bedford Stuyvesant. Au début des années 1990, Maino se retrouve au milieu d'un « kidnapping lié à la drogue » à cause duquel il purgera une peine de prison entre 5 et 15 ans. Inspiré par les mixtapes de DJ Clue et de rappeurs comme Notorious B.I.G, Jay-Z, Lil’ Kim, Maino adopte une technique de rap « non écrit ». À sa libération en 2003, Maino lance immédiatement le label Hustle Hard Entertainment. Après quelques mixtapes et collaborations, en 2005, Universal Records propose un contrat à Maino. Maino se sépare du label en 2007.
En 2008, Maino signe son Hustle Hard chez Atlantic Records. Il se lance ensuite dans l'enregistrement de son premier album, If Tomorrow Comes.... Son premier single commercial, intitulé Hi Hater, est publié en avril 2008. Maino publie ensuite le remix officielle de la chanson en featuring aves ses amis et rappeurs T.I., Swizz Beatz, Plies, Jadakiss et Fabolous. Le deuxième single issu de l'album s'intitule All the Above avec T-Pain. All the Above est la première chanson de Maino à atteindre le Billboard Hot 100.  à la 54e place. Il atteint aussi la 10e place du Hot Rap Tracks, la 59e place des Hot R&B/Hip-Hop Songs, et la 46e du Pop 100. Le single est certifié disque de platine et est le seul de Maino à être certifié en date de 2009. Le troisième single issu de l'album, Million Bucks, est produit par Swizz Beatz. Publié le 23 septembre 2008, l'album If Tomorrow Comes... débute 25e du Billboard 200 avec 18 000 exemplaires écoulés aux États-Unis,. En 2008, Maino participe avec son titre Getaway Driver au jeu vidéo Grand Theft Auto IV.
Le 2 février 2010, Maino publie Unstoppable, sur iTunes ; un extended play (EP) contenant quatre nouvelles chansons.

### The Day After Tomorrow(2011–2012)
Le 5 juillet 2011, Maino annonce un deuxième nouvel album, intitulé The Day After Tomorrow, annoncé chez Atlantic Records, mais distribué finalement par E1 Music,,. Le single principal de l'album s'intitule Let It Fly, avec Roscoe Dash. Il débute 57e du Hot R&B/Hip-Hop Songs. Publié le 31 octobre 2011, The Day After Tomorrow, contrairement au premier album de Maino, se vend moins bien, et n'atteint que la 94e du Billboard 200.

### The Black Flag Mafia (depuis 2012)
Depuis son label Hustle Hard, Maino forme un groupe de rap appelé The Black Flag Mafia, qui le recense lui aux côtés de Push!, Lucky Don, Twigg Martin et Hustle Hard Mouse. Le 9 octobre 2012, ils publient leur première mixtape, The Mafia. Il annonce ensuite un EP pour E1 Music. Le 4 février 2014, Maino publiera un EP numérique intitulé King of Brooklyn EP. En 2015, Maino enregistre Crazy avec Erika Jayne, qui se classe premier aux États-Unis.

## Filmographie
• 2017 : All Eyez On Me : Le tireur 

## Discographie

### Albums studio
- 2006 : Death Before Dishonor
- 2009 : If Tomorrow Comes
- 2014 : K.O.B. 2

### EP
- 2010 : Unstoppable

### Singles
- 2006 : Stomp (featuring Lil' Kim)
- 2006 : What Ya Gonna Do (featuring T.I.)
- 2006 : Take It Like a Man
- 2008 : Hi Hater
- 2008 : Hi Hater (Remix) (featuring T.I., Swizz Beatz, Plies, Jadakiss et Fabolous)
- 2009 : All the Above (featuring T-Pain)
- 2009 : Hood Love (featuring Trey Songz)
- 2009 : Million Bucks (featuring Swizz Beatz)
- 2010 : My Bandana (featuring Lloyd Banks)
- 2011 : Let It Fly (featuring Roscoe Dash)